# Tómas Lemarquis
Tómas Lemarquis (Reykjavík, 3 agosto 1977) è un attore islandese.

## Biografia
Lemarquis è figlio di padre francese, l'insegnante Gérard Lemarquis, e di madre islandese. All'età di tredici anni, a causa dell'alopecia areata universale, ha perso i capelli, ciglia e sopracciglia. Cresciuto tra Islanda e Francia, ha studiato teatro al Cours Florent di Parigi e alla Reykjavík School of Fine Arts in Islanda.
Lemarquis parla fluentemente islandese, francese, inglese e danese. A partire dal 2004 risiede in Francia. In seguito ha vissuto in Germania e a Los Angeles.
Si è fatto notare come protagonista di Nói albinói del 2003 e negli anni successivi è apparso in film come Snowpiercer, 3 Days to Kill, X-Men - Apocalisse e Blade Runner 2049.

## Filmografia

### Cinema
- Villiljós, registi vari (2001)
- Nói albinói, regia di Dagur Kári (2003)
- La maison de Nina, regia di Richard Dembo (2005)
- Köld slóð, regia di Birni Brynjúlfi Björnssyni (2006)
- Luftbusiness, regia di Dominique de Rivaz (2008)

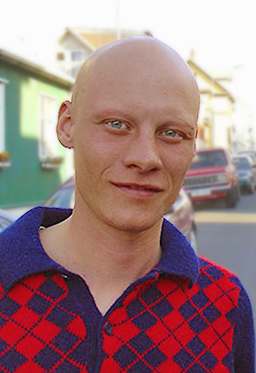
Lemarquis nel 2007

- Desember, regia di Hilmar Oddsson (2009)
- Chatrak, regia di Vimukthi Jayasundara (2011)
- Errors of the Human Body, regia di Eron Sheean (2012)
- Insensibles, regia di Juan Carlos Medina (2012)
- Am Himmel der Tag, regia di Pola Schirin Beck (2012)
- Frau Ella, regia di Markus Goller (2013)
- Snowpiercer, regia di Bong Joon-ho (2013)
- 3 Days to Kill, regia di McG (2014)
- X-Men - Apocalisse (X-Men: Apocalypse), regia di Bryan Singer (2016)
- Stefan Zweig: Farewell to Europe, regia di Maria Schrader (2016)
- Blade Runner 2049, regia di Denis Villeneuve (2017)
- Ognuno ha diritto ad amare - Touch Me Not (Touch Me Not), regia di Adina Pintilie (2018)
- Aspettando Anya (Waiting for Anya), regia di Ben Cookson (2020)

### Televisione
- Loro uccidono (Den som dræber) – serie TV, episodi 1x07-1x08 (2011)
- SOKO Wismar – serie TV, episodio 8x01 (2011)
- Tatort – serie TV, episodi 1x838-1x970 (2012-2016)
- La pellegrina (Die Pilgerin), regia di Philipp Kadelbach – miniserie TV (2014)
- Svaniti nel nulla (Disparu à jamais), regia di Juan Carlos Medina – miniserie TV (2021)
- Fondazione (Foundation) – serie TV (2025)

### Doppiatore
- Twilight of the Gods - serie animata (2024)

## Doppiatori italiani
Nelle versioni in italiano delle opere in cui ha recitato, Tómas Lemarquis è stato doppiato da:
- Alessandro Budroni in 3 Days to Kill[1], X-Men - Apocalisse
- Matteo Chioatto in Nói albínói
- Francesco Meoni in Snowpiercer[2]
- Enrico Pallini in Gone for Good - Svaniti nel nulla[3]